# België op het Eurovisiesongfestival 1992
Concours Eurovision de la Chanson - finale nationale 1992 was de Belgische preselectie voor het Eurovisiesongfestival 1992, dat gehouden zou worden in de Zweedse stad Malmö.
Vanuit de RTBF-studio's in Brussel stelde Thierry Luthers op 8 maart tien kandidaten voor. Voor het eerst sinds jaren koos de RTBF voor het BRT-jureringssysteem, te weten één professionele jury en vijf regionale jury's (Brabant, Henegouwen, Luik, Luxemburg en Namen).
De jonge Luikse zangeres Morgane won de RTBF-finale met Nous on veut des violons. Het nummer werd al gauw van plagiaat beschuldigd - nadien werd een regeling getroffen tussen de componisten - maar dat weerhield Morgane er niet van om moederziel alleen op het podium in Malmö haar lied te zingen. Ze eindigde twintigste 23 deelnemers en kreeg slechts elf punten.

## Uitslag
| Plaats | Artiest                     | Lied                             | Punten |
| ------ | --------------------------- | -------------------------------- | ------ |
| 1      | Morgane                     | Nous on veut des violons         | 61     |
| 2      | Maïra                       | Coup de soleil                   | 49     |
| 3      | Jean-Louis Constant Daulne  | Swinguez-vous la vie             | 47     |
| 4      | Anne Coster                 | Elie                             | 44     |
| 4      | Nathalie & Philippe Laumont | Douze étoiles en harmonie        | 44     |
| 6      | Carole                      | Au tour du monde                 | 27     |
| 7      | Françoise Vidick            | Ne me dis pas que tout s'éteint  | 25     |
| 8      | Les Malheurs de Sophie      | Les petites filles de Bouddha    | 24     |
| 9      | Siloé                       | Tu es tout au bout de ma chanson | 15     |
| 10     | Fabienne Petrisse           | Mon mec est dans la finance      | 12     |

## In Malmö
België trad op als 2de deelnemer van de avond, na Spanje en voor Israël. Aan het einde van de avond stond België op de twintigste plaats met 11 punten.
Nederland had geen punten over voor deze inzending.

### Gekregen punten

#### Finale
| 12 punten | 10 punten | 8 punten             | 7 punten | 6 punten    |
| --------- | --------- | -------------------- | -------- | ----------- |
|           |           |                      |          |             |
| 5 punten  | 4 punten  | 3 punten             | 2 punten | 1 punt      |
|           | - Turkije | - Frankrijk - Spanje |          | - Luxemburg |

### Punten gegeven door België

#### Finale
Punten gegeven in de finale:
| 12 punten | Verenigd Koninkrijk |
| 10 punten | Malta               |
| 8 punten  | Oostenrijk          |
| 7 punten  | Ierland             |
| 6 punten  | Duitsland           |
| 5 punten  | Zwitserland         |
| 4 punten  | IJsland             |
| 3 punten  | Noorwegen           |
| 2 punten  | Nederland           |
| 1 punt    | Spanje              |

## Referentie
1956 · 1957 · 1958 · 1959 · 1960 · 1961 · 1962 · 1963 · 1964 · 1965 · 1966 · 1967 · 1968 · 1969 · 1970 · 1971 · 1972 · 1973 · 1974· 1975 · 1976 · 1977 · 1978 · 1979 · 1980 · 1981 · 1982 · 1983 · 1984 · 1985 · 1986 · 1987 · 1988 · 1989 · 1990 · 1991 · 1992 · 1993 · 1994 · 1995 · 1996 · 1997 · 1998 · 1999 · 2000 · 2001 · 2002 · 2003 · 2004 · 2005 · 2006 · 2007 · 2008 · 2009 · 2010 · 2011 · 2012 · 2013 · 2014 · 2015 · 2016 · 2017 · 2018 · 2019 · 2020 · 2021 · 2022 · 2023 · 2024 · 2025